# Raza e inteligencia
Los debates sobre la raza y la inteligencia, en concreto las afirmaciones sobre las diferencias de inteligencia en función de la raza, han aparecido tanto en la ciencia popular como en la investigación académica desde que se introdujo el concepto moderno de raza. Con la aparición de los tests de inteligencia a principios del siglo XX, se observaron diferencias en el rendimiento medio de los tests entre grupos raciales, aunque estas diferencias han fluctuado y, en algunos casos, han disminuido constantemente con el tiempo. Para complicar aún más la cuestión, la ciencia moderna considera que la raza es una construcción social más que una realidad biológica, y la inteligencia no tiene una definición consensuada. La validez de las pruebas de CI como medida de la inteligencia humana es en sí misma discutida. En la actualidad, el consenso científico es que la genética no explica las diferencias de rendimiento en las pruebas de CI entre grupos raciales y que, por tanto, las diferencias observadas son de origen ambiental.
Las observaciones posteriores de fenómenos como el efecto Flynn y las disparidades en el acceso a la atención prenatal también pusieron de manifiesto las formas en que los factores ambientales afectan a las diferencias de coeficiente intelectual diversos grupos. En las últimas décadas, a medida que ha ido avanzando el conocimiento de la genética humana, la comunidad científica ha rechazado ampliamente las afirmaciones sobre las diferencias inherentes a la inteligencia entre las razas, tanto por motivos teóricos como empíricos.

## Historia de la controversia

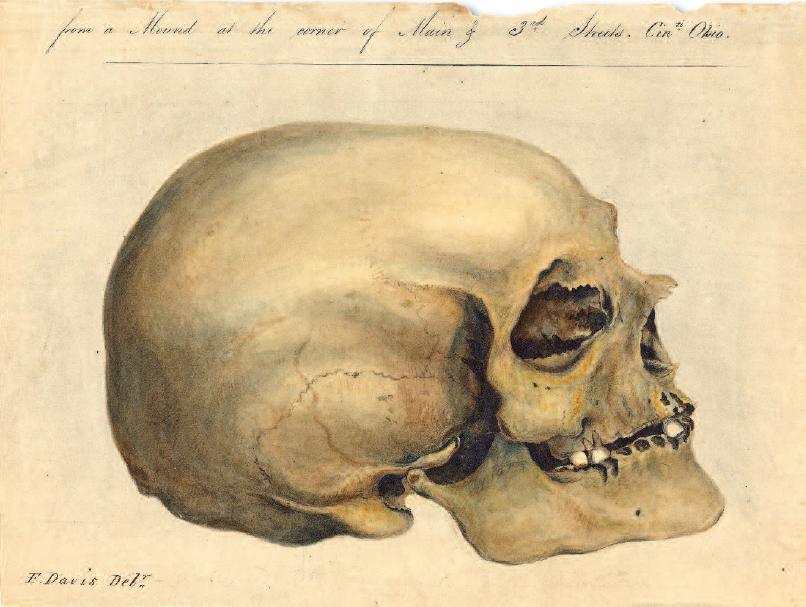
Litografía del cráneo de un norteamericano, de Samuel Morton's Crania Americana, 1839. Morton creía que la inteligencia se correlacionaba con el tamaño del cerebro, y que variaba según la raza.

Las afirmaciones sobre las diferencias de inteligencia entre las razas se han utilizado para justificar el colonialismo, la esclavitud, el racismo, el darwinismo social y la eugenesia racial. Pensadores raciales como Arthur de Gobineau se basaron fundamentalmente en la suposición de que los negros eran innatamente inferiores a los blancos para desarrollar sus ideologías de supremacía blanca. Incluso pensadores de la Ilustración como Thomas Jefferson, propietario de esclavos, creían que los negros eran innatamente inferiores a los blancos en cuanto a físico e intelecto. Al mismo tiempo, destacados ejemplos de genio afroamericano, como el autodidacta y abolicionista Frederick Douglass, el pionero de la sociología W. E. B. Du Bois y el poeta Paul Laurence Dunbar, se erigieron en destacados contraejemplos de los estereotipos generalizados de inferioridad intelectual de los negros.

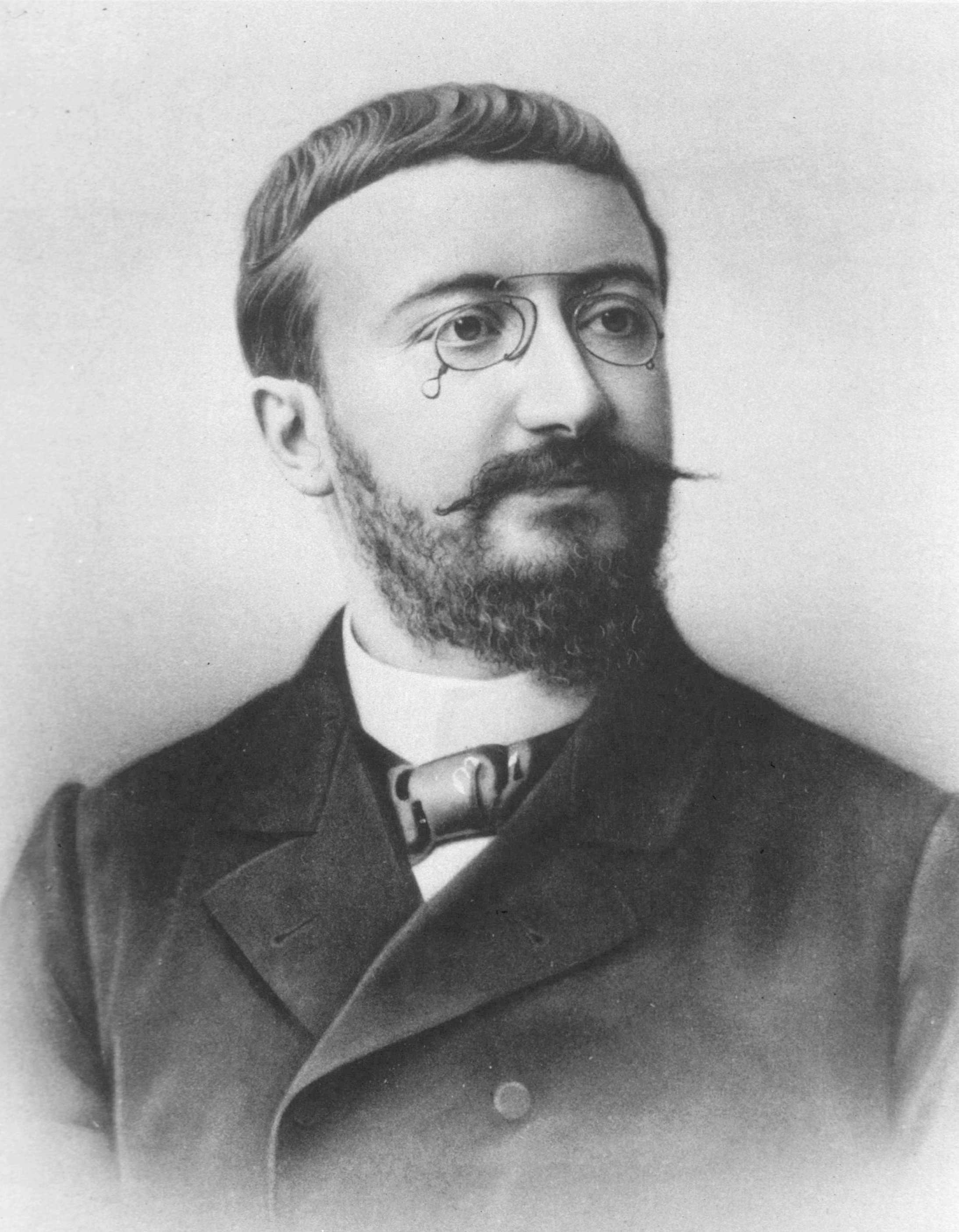
Alfred Binet (1857-1911). Inventor del primer test de inteligencia.

### Primeros tests de CI en elsigloXX
El primer test práctico de inteligencia fue desarrollado entre 1905 y 1908 por Alfred Binet en Francia para la colocación de niños en las escuelas. Binet advirtió que los resultados de su test no debían asumirse como medida de la inteligencia innata ni utilizarse para etiquetar a los individuos de forma permanente. El test de Binet fue traducido al inglés y revisado en 1916 por Lewis Terman (que introdujo la puntuación del CI para los resultados del test) y publicado con el nombre de Escalas de Inteligencia de Stanford-Binet. En 1916 Terman escribió que los mexicano-americanos, los afroamericanos y los nativos americanos tienen una "torpeza mental [que] parece ser racial, o al menos inherente a la estirpe familiar de la que proceden."
El ejército estadounidense utilizó un conjunto diferente de pruebas desarrolladas por Robert Yerkes para evaluar a los reclutas para la Primera Guerra Mundial. Basándose en los datos del ejército, destacados psicólogos y eugenistas como Henry H. Goddard, Harry H. Laughlin y el profesor de Princeton Carl Brigham escribieron que las personas procedentes del sur y el este de Europa eran menos inteligentes que los estadounidenses nacidos en el país o los inmigrantes de los países nórdicos, y que los estadounidenses de raza negra eran menos inteligentes que los estadounidenses blancos. Los resultados fueron ampliamente difundidos por un grupo de presión de activistas antiinmigración, entre ellos el conservacionista y teórico del racismo científico Madison Grant, que consideraba que la llamada raza nórdica era superior, pero estaba amenazada por la inmigración de "razas inferiores". En su influyente obra A Study of American Intelligence, el psicólogo Carl Brigham utilizó los resultados de las pruebas del Ejército para defender una política de inmigración más estricta, que limitara la inmigración a los países considerados pertenecientes a la "raza nórdica".
En la década de 1920, algunos estados de EE. UU. promulgaron leyes eugenésicas, como la Ley de Integridad Racial de Virginia de 1924, que establecía la regla de una sola gota (de "pureza racial") como ley. Muchos científicos reaccionaron negativamente a las afirmaciones eugenistas que vinculaban las capacidades y el carácter moral con la ascendencia racial o genética. Señalaron la contribución del entorno (como el hecho de hablar inglés como segunda lengua) a los resultados de las pruebas. A mediados de la década de 1930, muchos psicólogos de EE. UU. habían adoptado la opinión de que los factores ambientales y culturales desempeñaban un papel predominante en los resultados de las pruebas de CI. El psicólogo Carl Brigham rechazó sus propios argumentos anteriores, explicando que se había dado cuenta de que los tests no eran una medida de la inteligencia innata.
Los debates sobre esta cuestión en Estados Unidos, especialmente en los escritos de Madison Grant, influyeron en las afirmaciones de los nazis alemanes de que los "nórdicos" eran una "raza superior". A medida que el sentimiento de la opinión pública estadounidense se inclinaba contra los alemanes, las afirmaciones sobre las diferencias raciales en materia de inteligencia pasaron a considerarse cada vez más problemáticas. Antropólogos como Franz Boas, Ruth Benedict y Gene Weltfish hicieron mucho por demostrar que las afirmaciones sobre jerarquías raciales de inteligencia no eran científicas. Sin embargo, un poderoso grupo de presión eugenista y segregacionista, financiado en gran parte por el magnate textil Wickliffe Draper, siguió utilizando los estudios sobre la inteligencia como argumento para la eugenesia, la segregación y la legislación antiinmigración.

### The Pioneer Fund yThe Bell Curve
A medida que la desegregación del Sur de Estados Unidos cobraba fuerza en la década de 1950, resurgió el debate sobre la inteligencia de los negros. Audrey Shuey, financiada por el The Pioneer Fund de Draper, publicó un nuevo análisis de las pruebas de Yerkes, en el que concluía que los negros tenían realmente un intelecto inferior al de los blancos. Este estudio fue utilizado por los segregacionistas para argumentar que era ventajoso para los niños negros ser educados por separado de los niños blancos, que eran superiores. En la década de 1960, el debate se reavivó cuando William Shockley defendió públicamente la opinión de que los niños negros eran innatamente incapaces de aprender tan bien como los blancos. Arthur Jensen expresó opiniones similares en su artículo de la Harvard Educational Review, "¿Cuánto podemos aumentar el coeficiente intelectual y el rendimiento escolar?", que cuestionaba el valor de la educación compensatoria para los niños afroamericanos. Sugirió que el bajo rendimiento educativo en esos casos reflejaba una causa genética subyacente más que la falta de estimulación en el hogar u otros factores ambientales.
Otra reactivación del debate público se produjo tras la aparición de The Bell Curve (1994), un libro de Richard Herrnstein y Charles Murray que apoyaba el punto de vista general de Jensen. En The Wall Street Journal se publicó una declaración de apoyo a Herrnstein y Murray titulada "Mainstream Science on Intelligence", con 52 firmas. El libro The Bell Curve también dio lugar a respuestas críticas en una declaración titulada "Intelligence: Knowns and Unknowns" de la American Psychological Association y en varios libros, como The Bell Curve Debate (1995), Inequality by Design (1996) y una segunda edición de The Mismeasure of Man (1996) de Stephen Jay Gould.
Algunos de los autores que proponen explicaciones genéticas para las diferencias de grupo han recibido financiación del Pioneer Fund, que fue dirigido por J. Philippe Rushton hasta su muerte en 2012. Arthur Jensen, que publicó junto con Rushton un artículo de revisión de 2005 en el que argumentaba que la diferencia en el coeficiente intelectual medio entre negros y blancos se debe en parte a la genética, recibió 1,1 millones de dólares del Pioneer Fund.  Según Ashley Montagu, "Arthur Jensen, de la Universidad de California, citado veintitrés veces en la bibliografía de The Bell Curve, es la principal autoridad del libro sobre la inferioridad intelectual de los negros."

## Críticas a la raza y la inteligencia como conceptos definidos biológicamente

### Inteligencia, CI, g y pruebas de CI
El concepto de inteligencia y el grado en que la inteligencia es medible son cuestiones de debate. No hay consenso sobre cómo definir la inteligencia; tampoco se acepta universalmente que sea algo que pueda medirse significativamente con una sola cifra. Una crítica recurrente es que las distintas sociedades valoran y promueven diferentes tipos de habilidades y que, por tanto, el concepto de inteligencia es culturalmente variable y no puede medirse con los mismos criterios en distintas sociedades. En consecuencia, algunos críticos sostienen que no tiene sentido proponer relaciones entre la inteligencia y otras variables.
Las correlaciones entre las puntuaciones obtenidas en diversos tipos de pruebas de CI llevaron al psicólogo inglés Charles Spearman a proponer en 1904 la existencia de un factor subyacente, al que denominó "Factor g de inteligencia". Con respecto a este "factor g", Spearman afirmó que "no se puede entrenar a una persona para que lo tenga en mayor grado de lo que se puede entrenar para que sea más alta". Entre los defensores más recientes de este punto de vista se encuentra Arthur Jensen, que ha argumentado que las diferencias en las puntuaciones de los tests, especialmente en las tareas consideradas especialmente "cargadas de g", reflejan la capacidad innata del examinador. Sin embargo, este punto de vista ha sido desmentido por una serie de estudios que demuestran que, incluso cuando se tiene en cuenta la "carga de g", la educación y los cambios en el entorno pueden mejorar significativamente los resultados de las pruebas de CI.
Otros psicometristas han argumentado que, independientemente de que exista o no un factor de inteligencia general, el rendimiento en los tests depende fundamentalmente de los conocimientos adquiridos mediante la exposición previa a los tipos de tareas que contienen dichos tests. Esto significa que las comparaciones de las puntuaciones de los tests entre personas con experiencias vitales y hábitos cognitivos muy diferentes no revelan sus potenciales innatos relativos.

### Raza
La mayoría de los antropólogos consideran hoy en día que la raza es un fenómeno sociopolítico más que biológico, una opinión apoyada por una considerable investigación genética. La opinión mayoritaria actual en las ciencias sociales y la biología es que la raza es una construcción social basada en ideologías populares que construyen grupos basados en disparidades sociales y características físicas superficiales. Sternberg, Grigorenko y Kidd (2005) afirman que "la raza es un concepto construido socialmente, no biológico. Se deriva del deseo de la gente de clasificar". El concepto de "razas" humanas como divisiones naturales y separadas dentro de la especie humana también ha sido rechazado por la Asociación Americana de Antropología. La posición oficial de la AAA, adoptada en 1998, es que los avances en el conocimiento científico han dejado "claro que las poblaciones humanas no son grupos inequívocos, claramente demarcados y biológicamente distintos" y que "cualquier intento de establecer líneas de división entre poblaciones biológicas [es] tanto arbitrario como subjetivo". Una declaración más reciente de la Asociación Americana de Antropólogos Físicos (2019) declara que "la raza no proporciona una representación precisa de la variación biológica humana. Nunca fue precisa en el pasado, y sigue siendo inexacta cuando se refiere a las poblaciones humanas contemporáneas. Los humanos no están divididos biológicamente en tipos continentales distintos o grupos genéticos raciales."
En los estudios sobre la inteligencia humana, la raza se determina casi siempre utilizando autoinformes en lugar de análisis de las características genéticas. Según el psicólogo David Rowe, el autoinforme es el método preferido para la clasificación racial en los estudios de las diferencias raciales porque la clasificación basada únicamente en los marcadores genéticos ignora las "variables culturales, conductuales, sociológicas, psicológicas y epidemiológicas" que distinguen a los grupos raciales. Hunt y Carlson escriben que "No obstante, la autoidentificación es una guía sorprendentemente fiable para la composición genética". Tang et al. (2005) aplicaron técnicas matemáticas de agrupación para clasificar en cuatro grupos los marcadores genómicos de más de 3.600 personas de Estados Unidos y Taiwán. Hubo una coincidencia casi perfecta entre la asignación de grupos y los autoinformes de los individuos sobre su identificación racial/étnica como blanco, negro, asiático oriental o latino". Sternberg y Grigorenko no están de acuerdo con la interpretación que hacen Hunt y Carlson de los resultados de Tang en el sentido de que apoyan la opinión de que las divisiones raciales son biológicas; más bien, "el punto de Tang et al. era que la ascendencia geográfica antigua, más que la residencia actual, está asociada con la autoidentificación y no que dicha autoidentificación proporcione pruebas de la existencia de la raza biológica".
El antropólogo C. Loring Brace y el genetista Joseph Graves discrepan de la idea de que el análisis de conglomerados y la correlación entre la raza declarada y la ascendencia genética respalden la noción de razas biológicas. Sostienen que, si bien es posible encontrar variaciones biológicas y genéticas que se corresponden aproximadamente con las agrupaciones que normalmente se definen como razas, esto es así para casi todas las poblaciones geográficamente distintas. La estructura de grupos de los datos genéticos depende de las hipótesis iniciales del investigador y de las poblaciones muestreadas. Cuando se toman muestras de grupos continentales, los conglomerados se convierten en continentales; si se hubieran elegido otros patrones de muestreo, los conglomerados serían diferentes. Kaplan 2011 concluye que, aunque las diferencias en determinadas frecuencias alélicas pueden utilizarse para identificar poblaciones que se corresponden vagamente con las categorías raciales habituales en el discurso social occidental, las diferencias no tienen más importancia biológica que las encontradas entre cualquier población humana (por ejemplo, los españoles y los portugueses).

### Diferencias de grupo
El estudio de la inteligencia humana es uno de los temas más controvertidos de la psicología, en parte debido a la dificultad para llegar a un acuerdo sobre el significado de la inteligencia y a las objeciones a la suposición de que la inteligencia puede medirse de forma significativa mediante pruebas de CI. La afirmación de que existen diferencias innatas de inteligencia entre grupos raciales y étnicos -que se remonta al menos al siglo XIX- ha sido criticada tanto por basarse en suposiciones y métodos de investigación engañosos como por servir de marco ideológico para la discriminación y el racismo.
Existe una brecha de 15 puntos en el coeficiente intelectual (CI) entre los estadounidenses negros y blancos. Debido a la falta de investigaciones centradas en cómo reducir esta diferencia, parece que esta disparidad podría persistir indefinidamente. Es importante señalar que las disparidades en las tasas de criminalidad desaparecen mayormente al ajustar por CI e ingresos. Actualmente, resulta tabú sugerir que esta brecha podría tener un componente genético. No obstante, la mayoría de las investigaciones apuntan consistentemente a la conclusión de que la brecha de inteligencia está, al menos en parte, fundamentada en factores genéticos. Un ejemplo destacado de esto es el metaanálisis titulado "Thirty Years of Research on Race Differences in Cognitive Ability" (Treinta años de investigación sobre las diferencias raciales en la capacidad cognitiva). Este estudio, que analiza múltiples investigaciones, ofrece una perspectiva imparcial sobre ambos lados del debate: por un lado, los hereditarios argumentan que la brecha se debe en parte a factores genéticos, mientras que, por otro, algunos afirman que es exclusivamente el resultado de circunstancias ambientales. Este metaanálisis también concluye que los factores genéticos desempeñan un papel significativo en la brecha de CI. Cabe destacar que los estudios que intentan refutar esta conclusión suelen centrarse en niños, cuyas funciones cognitivas aún no están completamente desarrolladas. En esa etapa, la inteligencia está más influenciada por el entorno que por otros factores. Sin embargo, a medida que el cerebro madura, otros determinantes se vuelven más evidentes, incluidas posibles influencias genéticas. Otra evidencia que respalda esta conclusión proviene de los resultados del SAT (un examen que, en muchos sentidos, funciona como una prueba de CI) entre estudiantes negros y blancos, ajustados por SES. Como predice el metaanálisis, la brecha de CI entre ambos grupos se reduce en aproximadamente 5 puntos al ajustar por SES, pero la diferencia sigue siendo considerable y significativa.
La noción de que el Efecto Flynn—el aumento constante en los puntajes de CI a nivel global a lo largo de las décadas—podría reducir la brecha de CI entre personas negras y blancas ha sido mayormente refutada por investigadores como Rushton y Jensen. Aunque los puntajes de CI han aumentado en todas las poblaciones debido a mejoras ambientales, la brecha entre individuos negros y blancos ha permanecido relativamente estable. Esto se debe a que el Efecto Flynn influye principalmente en los componentes de las pruebas de inteligencia menos cargados de g, los cuales están más influenciados por factores ambientales. Por el contrario, la brecha entre negros y blancos es más pronunciada en las subpruebas cargadas de g, que miden la inteligencia general y están fuertemente correlacionadas con la heredabilidad. Las investigaciones indican que la heredabilidad del CI oscila entre el 60 % y el 80 %. La heredabilidad se refiere a la proporción de la variación en la inteligencia dentro de una población que puede atribuirse a factores genéticos. Los esfuerzos por cerrar la brecha de CI mediante cambios ambientales, como la mejora de la educación y los avances socioeconómicos, han mostrado un éxito limitado. Programas como la iniciativa nacional Head Start y los esfuerzos de desegregación escolar lograron algunos avances a corto plazo, pero no produjeron efectos duraderos. El Informe Coleman (1966) y estudios posteriores revelaron que los recursos educativos y los entornos de pares, aunque beneficiosos, no explican completamente las disparidades en los resultados de las pruebas. Los ajustes socioeconómicos reducen la brecha ligeramente, pero una parte significativa queda sin explicación.
En un estudio de 2012 sobre las pruebas de diferentes componentes de la inteligencia, Hampshire et al. expresaron su desacuerdo con la opinión de Jensen y Rushton de que los factores genéticos deben desempeñar un papel en las diferencias de CI entre las razas, afirmando que "sigue sin estar claro, sin embargo, si las diferencias de la población en las puntuaciones de las pruebas de inteligencia son impulsadas por factores hereditarios o por otras variables demográficas correlacionadas, como el nivel socioeconómico, el nivel de educación y la motivación. Más relevante aún, es cuestionable si [las diferencias poblacionales en las puntuaciones de los tests de inteligencia] se relacionan con un factor de inteligencia unitario, en contraposición a un sesgo en los paradigmas de los tests hacia componentes particulares de un constructo de inteligencia más complejo." Según Jackson y Weidman:

Hay varias razones por las que el argumento genético de las diferencias raciales en la inteligencia no ha ganado muchos adeptos en la comunidad científica. En primer lugar, incluso tomados en sus propios términos, los argumentos de Jensen y sus seguidores no resisten el escrutinio. En segundo lugar, el auge de la genética de las poblaciones ha socavado las reivindicaciones de una causa genética de la inteligencia. En tercer lugar, la nueva comprensión del racismo institucional ofrecía una mejor explicación de la existencia de diferencias en las puntuaciones de CI entre las razas.

Una investigación en Estados Unidos de 2021 sugiere que las diferencias en el promedio de mediciones del nivel de inteligencia entre grupos raciales y étnicos se deben parcialmente a cuestiones genéticas basada parcialmente en las diferencias raciales en los puntajes poligénicos que resumen la distribución de las variantes genéticas asociadas con la inteligencia. Otro estudio de enero de 2021 con base en puntajes poligénicos para el logro educativo para muestras africanas y europea del Proyecto 1000 genomas afirma que las diferencias con base en cuestiones hereditarias o genéticas «no se sustentan en lo más mínimo».